# Tiefenruder

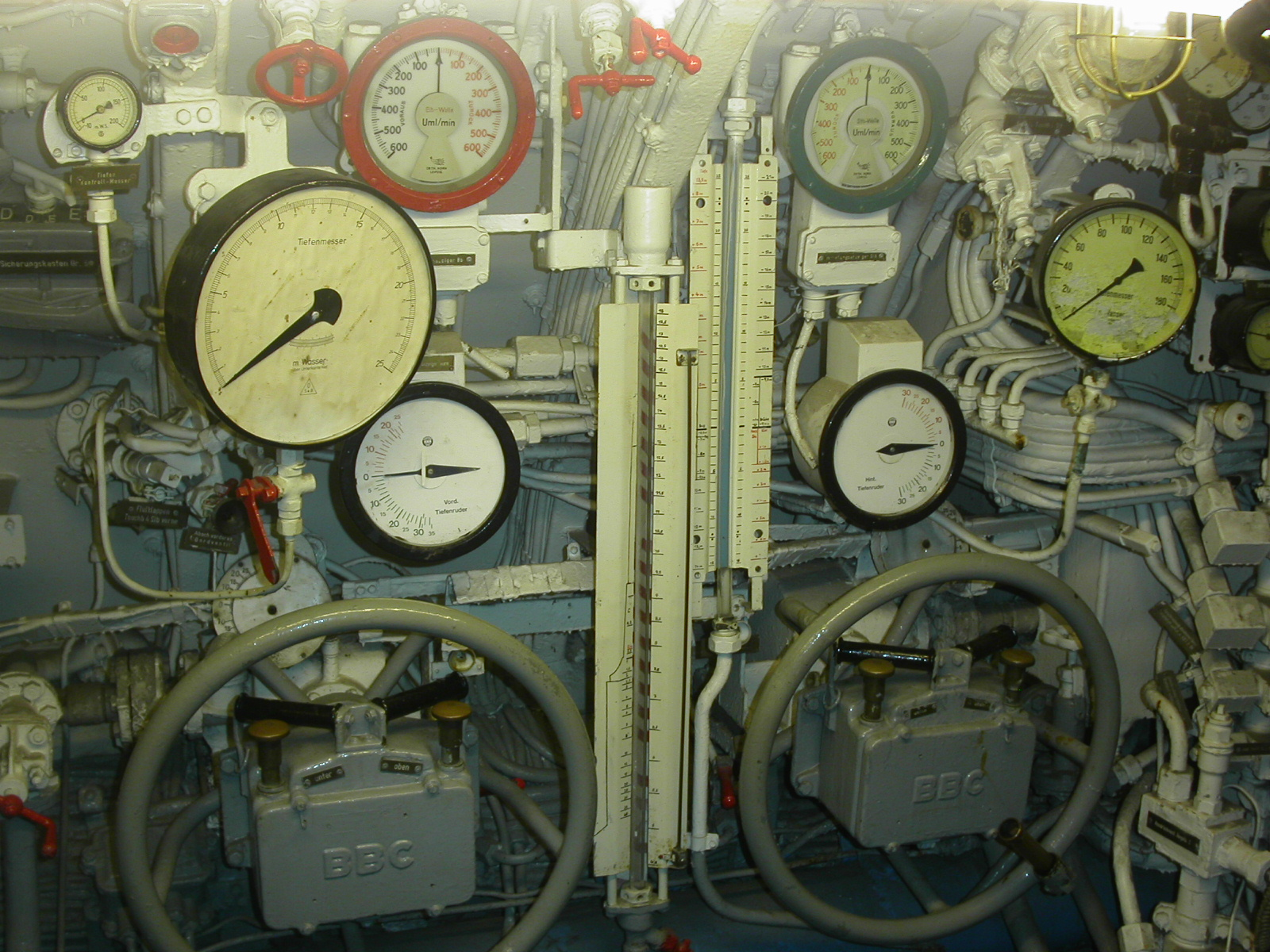
Tiefenruderstand von U 995 in Laboe

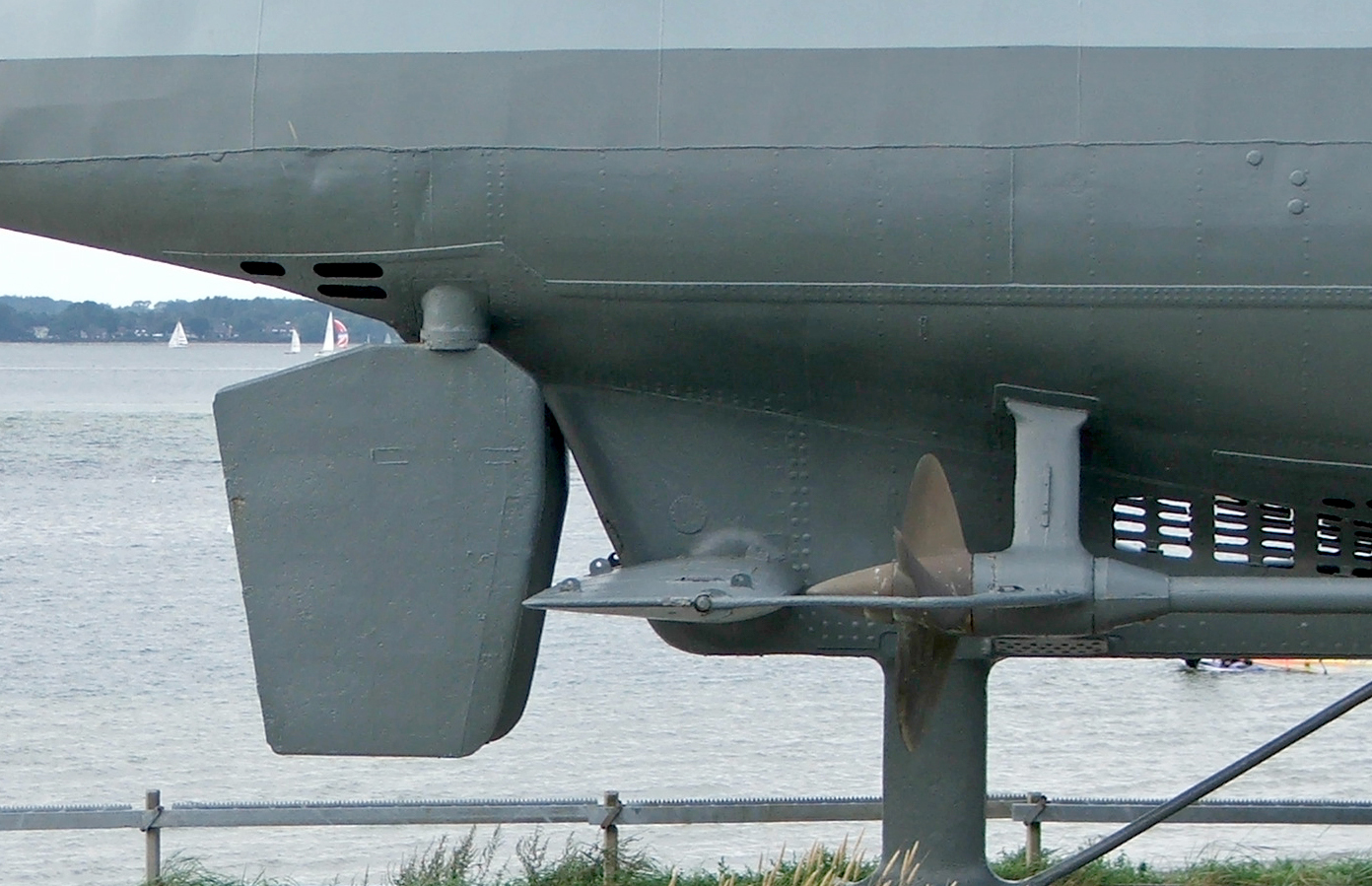
achterliches Tiefenruder von U 995

Das Tiefenruder dient zur Feinsteuerung und zur Drehung (oder zum Rollen) eines U-Bootes um seine Längs- oder Querachse im getauchten Zustand. Beim U-Boot verändert sich durch Betätigung des Tiefenruders der Anstellwinkel der Steuerfläche und damit der Auf- oder Abtrieb.
Beim Tiefenruder handelt es sich um eine bewegliche Fläche, die entweder am Bug des U-Bootes, am Kommandoturm oder – am häufigsten – am Heck angebracht ist. Heute bilden üblicherweise – vor allem bei größeren U-Booten – das Tiefenruder und das Hauptruder ein Steuerkreuz, in dessen Mitte sich der Antriebspropeller befindet.
Um bei großen U-Booten einen Tauchvorgang einzuleiten, reichen Tiefenruder allein nicht aus, um dem Auftrieb des U-Boot-Körpers entgegenzuwirken. Um mit einem U-Boot zu tauchen, sind daher Tauch- und Regelzellen notwendig. Dabei handelt es sich um Tanks, die zur Gewichtserhöhung beim Tauchen mit Wasser und zum Auftauchen mit Luft gefüllt werden.
Die Tiefenruder übernehmen lediglich die Feinabstimmung im getauchten Zustand des U-Boots. Die Anordnung der vorderen Tiefenruder variiert bei modernen U-Booten sehr stark. Am Turm angebrachte Tiefenruder sind nicht in der Lage, den Tauchvorgang zu unterstützen, und erschweren das Auftauchen in vereistem Wasser. Ruder am Turm bieten den Vorteil, dass das Boot auf Sehrohrtiefe besser geführt werden kann, außerdem sind sie am Turm besser vor Kollisionen geschützt.
Boote der amerikanischen Sturgeon-Klasse und sowjetische Delta/Yankee-Klasse hatten um 90° drehbare Ruder am Turm, um ein Auftauchen unter Eis zu erleichtern.
Tiefenruder am Bug sind meistens einziehbar, um das Bugsonar nicht durch Strömungsgeräusche zu stören.
Außerdem kann so der Turm auf Grund der fehlenden Rudermechanik kleiner konstruiert werden,  was das Boot schneller und leiser macht.
Lediglich kleine U-Boote verfügen manchmal über eine dynamische Tiefensteuerung, d. h., sie steuern nur mit Tiefenrudern und besitzen keine Tauch- und Regelzellen. Diese Technik wird vor allem bei unbemannten U-Booten (Tauchrobotern) und im Modellbau verwendet.